# Eucaïrite
L'eucaïrite est un minéral rare constitué de séléniure d'argent et de cuivre de formule CuAgSe.

## Étymologie et histoire
L'eucaïrite a été découverte dans la mine de Skrikerum près de Valdemarsvik, dans la province suédoise d'Östergötland. Le minéral a été décrit pour la première fois en 1818 par Jöns Jacob Berzelius. Il l'a nommé d’après le mot grec εὔκαιρος (eukairos) pour « au bon moment », parce que cette découverte minérale était extrêmement favorable à ses recherches sur la découverte de l’élément sélénium.

## Propriétés physiques
L'eucaïrite cristallise dans le système orthorhombique, mais ne forme pas de cristaux visibles à l’œil nu. La plupart du temps, il se trouve sous la forme de masses granuleuses ou en ampoules disséminées. Le minéral est opaque sous toutes ses formes et, dans les échantillons frais, il a une couleur blanc étain à blanc crème, brillant métallique. Après un certain temps, les échantillons d’eucaïrite deviennent orange à brun.

## Classification
Selon la classification de Nickel-Strunz, l'eucaïrite appartient à la famille "02.BA: sulfures métalliques de rapport M:S > 1:1 (principalement 2:1) avec cuivre, argent et or" comprenant les minéraux suivants : chalcocite, djurleite, geerite, roxbyite, anilite, digénite, bornite, bellidoïte, berzélianite, athabascaïte, umangite, rickardite, weissite, acanthite, mckinstryite, stromeyerite, jalpaïte, sélénojalpaïte, aguilarite, naumannite, cervelléite, hessite, chenguodaïte, henryite, stützite, argyrodite, canfieldite, putzite, fischessérite, penzhinite, petrovskaïte, petzite, uytenbogaardtite, bezsmertnovite, bilibinskite et bogdanovite.
De même, la classification des minéraux selon Dana, largement usitée dans l’espace linguistique anglais, place l’eucaïrite dans la classe des « sulfures et sulfosels » et là dans le département des « minéraux sulfures ». Ici, elle est classée avec la stromeyerite dans le « groupe de la stromeyerite » avec la numération 02.04.06 au sein de la sous-division « Sulfures - y compris les séléniures et les tellurures - de composition Am BnXp, avec (m+n):p=2:1 ».

## Occurrence géologique
L'eucaïrite se forme principalement dans les gisements hydrothermaux de sélénium. En tant que minéral secondaire, elle se trouve parmi d’autres minéraux de sélénium comme la berzélianite, la chalcoménite, la clausthalite, la crookesite, la klockmannite, la tiemannite et l'umangite, ainsi qu'avec la calcite, la malachite et la weissite.
L'eucaïrite n’a été trouvée comme espèce minérale rare que dans un petit nombre de sites, dont environ 60 sites sont considérés comme connus à ce jour (en 2016). Son topotype, la mine de Skrikerum dans l'Östergötland, est le seul site connu à ce jour en Suède.
En Allemagne, le minéral a été trouvé entre autres dans la mine de Weintraube près de Lerbach, dans les carrières de Trogtal près de Lautenthal et dans la fosse Roter Bär près de Saint-Andreasberg en Basse-Saxe, à Tilkerode (Abberode) en Basse-Saxe et dans le puits 371 du district de Schlema-Hartenstein en Saxe.
D’autres sites se trouvent notamment en Argentine, Australie, Bulgarie, Chili, Chine, France, Groenland, Canada, Norvège, Pologne, Roumanie, Tchéquie, Ouzbékistan, Royaume-Uni (Angleterre) et aux États-Unis d’Amérique (Colorado, Nevada, Utah).